# Lindsay Bervoets
Lindsay Bervoets (13 november 1980) is een Belgisch actrice, zangeres en presentatrice.

## Van zangeres tot actrice
Bervoets volgde de richting Latijn-Grieks en startte een opleiding kunstwetenschappen aan de VUB. Daarna werd ze gevraagd om auditie te doen voor een meidengroep. Ze zong twee jaar in Venus waar ze heel wat ervaring opdeed. Na de split van de groep ging ze weer studeren maar dan deed ze figuratiewerk voor films als Team Spirit 2, Shades, Iedereen beroemd! en series als Team Spirit en Matroesjka's.
Haar eerste échte rol was in Afterman 2 van Rob Van Eyck. Vervolgens presenteerde ze een tijdje belspelletjes en was ze presentatrice bij VT4 en VijfTV.
Momenteel presenteert Lindsay Bervoets het programma DagTV op de Antwerpse televisiezender ATV. Daarnaast is ze elke ochtend vanaf 7 tot 9 uur te horen op de regionale radio Antwerpen fm.

## Belangrijkste gastrollen
- Afterman 2 (2005)
- Loft (2008) als vriendin van Filip
- Spring (2008) als Annick
- Flikken (2009) als Ellen Mortier
- Goesting (2010) als Vriendin Kelly
- Zone Stad (2010) als Natalie
- Skilz (2011-2012) als Kelly Spiessens
- Familie (2012) als Journaliste
- Safety First (2013) gastrol
- Familie (2016, 2018) als Celine Wils